# Monclar, Gers
Monclar är en kommun i departementet Gers i regionen Occitanien i sydvästra Frankrike. Kommunen ligger i kantonen Cazaubon som tillhör arrondissementet Condom. År 2022 hade Monclar 225 invånare.

## Befolkningsutveckling
Antalet invånare i kommunen Monclar
Referens:INSEE